# Physarum
Physarum és un gènere de fongs mucilaginosos micetozous.

## Taxonomia
El gènere Physarum inclou les següents espècies:
- Physarum albescens
- Physarum album
- Physarum bivalve
- Physarum bogoriense
- Physarum cinereum
- Physarum compressum
- Physarum confertum
- Physarum conglomeratum
- Physarum crateriforme
- Physarum daamsii
- Physarum didermoides
- Physarum digitatum
- Physarum flavicomum
- Physarum florigerum
- Physarum globuliferum
- Physarum gyrosum
- Physarum hongkongense
- Physarum lakhanpalii
- Physarum lateritium
- Physarum leucophaeum
- Physarum loratum
- Physarum luteolum
- Physarum melleum
- Physarum mortonii
- Physarum mutabile
- Physarum nigripodum
- Physarum nucleatum
- Physarum nutans
- Physarum oblatum
- Physarum plicatum
- Physarum polycephalum
- Physarum psittacinum
- Physarum pulcherrimum
- Physarum pusillum
- Physarum reniforme
- Physarum rigidum
- Physarum roseum
- Physarum stellatum
- Physarum sulphureum
- Physarum superbum
- Physarum tenerum
- Physarum virescens
- Physarum viride